# Cistia
Cistia – wieś w Rumunii, w okręgu Braiła, w gminie Frecăței. W 2011 roku liczyła 16 mieszkańców.